# Wilford Brimley
Wilford Brimley   (Salt Lake City, 27 de setembre de 1934 - St. George, 1 d'agost de 2020) fou un comediant i actor estatunidenc. Va tenir una reeixida carrera tant en el vessant humorista com en el d'actor en pel·lícules.

## Biografia
Brimley va néixer a Salt Lake City (Utah), on el seu pare treballava com a administrador de finques.
Diagnosticat de diabetis el 1979, Brimley va començar a treballar per augmentar la consciència de la malaltia. La American Diabetis Association (ADA) va honrar a Brimley en 2008 amb un premi per reconèixer la seva vida de servei a aquesta causa. Brimley ha participat activament visitant els hospitals i comunitats de la Veterans Administration per aconsellar als pacients sobre com portar les seves malalties. L'ADA va presentar el premi a l'actor en les oficines centrals a Port St. Lucie de Liberty Medical el 19 de desembre de 2008.
Abans de la seva carrera com a actor, Brimley va treballar com a peó al camp, vaquer, ferrer, i guardaespatlles per al milionari empresari Howard Hughes (1905-1976). Després va començar a ferrar cavalls per al cinema i la televisió. Va començar a actuar en els anys seixanta com a extra en westerns i com a doble a instàncies del seu amic, l'actor Robert Duvall.
Brimley es va fer famós més tard per aparèixer en pel·lícules  com a Hotel New Hampshire, The Thing de John Carpenter, i Cocoon. El 2001, va actuar en la pel·lícula de Turner Network Television Crossfire Trail amb Tom Selleck. Va tenir un paper important en La síndrome de la Xina. Sovint interpreta a un home rude o passat d'edat, en particular en la sèrie dramàtica de 1980 Our House. La seva primera caracterització va ser en Sense malícia, en la qual va interpretar un paper petit però clau com James A. Wells. Va ampliar aquesta caracterització en El millor, com el cansat entrenador d'un desafortunat equip de beisbol. Va interpretar a Noa en la pel·lícula de TV de 1985, Ewoks: The Battle for Endor de George Lucas.
Brimley va participar en la pel·lícula de 1983 Tender Mercies a causa de la insistència del seu bon amic Robert Duvall, que no es portava bé amb el director Bruce Beresford i volia a «algú aquí que estigués del meu costat, algú que em pugui identificar». Beresford sentia que Brimley era massa vell per al paper, però finalment va accedir al paper. Brimley, com Duvall, es van enfrontar amb el director, durant un cas en el qual Beresford va tractar d'assessorar a Brimley sobre com podria comportar-se Harry.
En un canvi de papers de «bon noi» com els de Our House, va interpretar a William Devasher, Lambert & Locke en la pel·lícula de Tom Cruise, The Firm (1993), basada en la novel·la de John Grisham. Brimley ha aparegut sovint en comercials de televisió, sobretot en una sèrie de comercials que va fer per a la civada Quaker Oats durant els anys 1980 i 1990. Els comercials de Quaker eren famosos pel seu lema: «És el correcte, i la saborosa manera de fer-ho».

## Filmografia
| Any  | Pel·lícula                                 | Paper                                    | Notes                                      |
| ---- | ------------------------------------------ | ---------------------------------------- | ------------------------------------------ |
| 1968 | Bandoler!                                  | Trucs (no surt als crèdits)              |                                            |
| 1969 | Valor de llei (True Grit)                  | Escenes perilloses (no surt als crèdits) |                                            |
| 1971 | En nom de la llei (Lawman)                 | Escenes perilloses (no surt als crèdits) |                                            |
| 1976 | The Oregon Trail                           | Ludlow                                   | pel·lícula per a televisió                 |
| 1977 | The Oregon Trail                           | Paper sense nom                          | Episodi «Hard Ride Home and the Last Game» |
| 1979 | La síndrome de la Xina (The Xina Syndrome) | Ted Spindler                             |                                            |
| 1979 | The Electric Horseman                      | Granger                                  |                                            |
| 1980 | Brubaker                                   | Rogers                                   |                                            |
| 1980 | Borderline                                 | Scooter Jackson                          |                                            |
| 1981 | Absence of Malice                          | James A. Wells                           |                                            |
| 1982 | Death Valley                               | El xèrif                                 |                                            |
| 1982 | The Thing                                  | Dr. Blair                                |                                            |
| 1983 | Tender Mercies                             | Harry                                    |                                            |
| 1983 | 10 to Midnight                             | Capità Maline                            |                                            |
| 1983 | High Road to Xina                          | Bradley Tozer                            |                                            |
| 1983 | Tough Enough                               | Bill Long                                |                                            |
| 1984 | Harry & Son                                | Tom Keach                                |                                            |
| 1984 | Ewoks: The Battle for Endor                | Noa Briqualon                            |                                            |
| 1984 | The Hotel New Hampshire                    | Iowa Bob                                 |                                            |
| 1984 | The Stone Boy                              | George Jansen                            |                                            |
| 1984 | The Natural                                | Pop Fisher                               |                                            |
| 1984 | Country                                    | Otis                                     |                                            |
| 1984 | Terror in the Aisles                       | imatges d'arxiu                          |                                            |
| 1985 | Cocoon                                     | Benjamin Luckett                         |                                            |
| 1985 | Remo Williams: The Adventure Begins        | Harold Smith                             |                                            |
| 1985 | Shadows on the Wall                        | Theater Owner                            |                                            |
| 1985 | Murder in Space                            | Dr. Andrew McAllister                    |                                            |
| 1986 | Jackals                                    | Xèrif Mitchell                           |                                            |
| 1987 | Final de trajecte (End of the Line)        | Will Haney                               |                                            |
| 1988 | Cocoon: The Return                         | Benjamin Luckett                         |                                            |
| 1989 | Eternity                                   | King/Eric                                |                                            |
| 1993 | The Firm                                   | William Devasher                         |                                            |
| 1993 | Hard Target                                | oncle Douvee                             |                                            |
| 1994 | Heaven Sent                                | Vigilant de seguretat                    |                                            |
| 1995 | Mutant Species                             | Devro                                    |                                            |
| 1995 | Last of the Dogmen                         | Narrador (no surt als crèdits)           |                                            |
| 1996 | My Fellow Americans                        | Joe Hollis                               |                                            |
| 1997 | In & Out                                   | Frank Brackett                           |                                            |
| 1997 | Lunker Lake                                | The Storyteller                          |                                            |
| 1998 | A Place to Grow                            | Jake                                     |                                            |
| 1998 | L'embrió (Progeny)                         | Dr. David Wetherly                       |                                            |
| 1998 | Chapter Perfect                            | Cap Hawkins                              |                                            |
| 1998 | All My Friends Are Cowboys                 | Charlie                                  |                                            |
| 1998 | Summer of the Monkeys                      | Avi Sam Ferrans                          |                                            |
| 2000 | Comanche                                   |                                          |                                            |
| 2001 | PC and the Web                             |                                          |                                            |
| 2001 | Brigham City                               | Stu                                      |                                            |
| 2001 | The Ballad of Lucy Whipple                 | Diputat Xèrif Ambrose Scraggs            |                                            |
| 2001 | Crossfire Trail                            | Joe Gill                                 |                                            |
| 2002 | Resurrection Mary                          | Morty                                    |                                            |
| 2002 | The Round and Round                        | Governador                               |                                            |
| 2003 | The Road Home                              | Coach Weaver                             |                                            |
| 2009 | The Path of the Wind                       | Harry Caldwell                           |                                            |
| 2016 | Timber the Treasure Dog                    | Hawk Jones                               |                                            |
| 2017 | I Believe                                  | Pastor                                   | [ 7 ] [ 8 ]                                |